# 托德山
托德山（英語：Mount Todd）是南極洲的山峰，位於埃爾斯沃思地，屬於埃爾斯沃思山脈中森蒂納爾嶺的一部分，處於普羅布達嶺北端，海拔高度3,600米，根據美國地質調查局的測量和美國海軍的空中照片被繪入地圖。